# Arzier-Le Muids
Arzier-Le Muids é uma comuna da Suíça, situada no distrito de Nyon, no cantão de Vaud. Tem 51,89 km² de área e sua população em 2018 foi estimada em 2.697 habitantes.